# Инсар (Кадошкинский район)
Инсар — посёлок в Кадошкинском районе Мордовии в составе Пушкинского сельского поселения.

## География
Расположен в 14 км от районного центра.

## История
Основан в 1893 году как станция на Московско-Казанской железной дороге. В 1938 году в Инсаре было 83 чел. В современной инфраструктуре Инсара — основная школа, библиотека, клуб, медпункт, отделение связи.

## Население
| 2002 | 2010 |
| ---- | ---- |
| 276  | ↘167 |

Национальный состав
Согласно результатам переписи 2002 года, в национальной структуре населения русские составляли 76 %

## Источник
- Энциклопедия Мордовия, В. А. Коротин.